# Marwan Issa
Marwan Abdel Karim Issa (en árabe: مروان عبد الكريم علي عيسى‎; Bureij, Franja de Gaza, 1965 - Nuseirat, Franja de Gaza, c. 10 de marzo de 2024), más conocido como Marwan Issa, también conocido como el «Hombre de las Sombras» y el kunya Abu Baraa, fue un militante palestino y subcomandante de las Brigadas de Ezzeldin Al-Qassam, el ala militar de Hamás. 
Nació en el campo de refugiados de Bureij, en la Franja de Gaza, en 1965. Se formó en la Universidad Islámica de Gaza y jugó al baloncesto en el Club de Servicios Al-Bureij. Sus ambiciones deportivas se vieron frustradas tras su arresto en 1987 durante la Primera Intifada contra la ocupación israelí por su implicación con Hamás. Posteriormente fue detenido por la Autoridad Nacional Palestina entre 1997 y 2000, pero fue liberado tras el estallido de la Segunda Intifada. Su hijo mayor murió en 2009, cuando tenía nueve años, después de que se le negara la entrada para recibir tratamiento médico en Egipto, mientras que otro de sus hijos murió en 2023 en un ataque aéreo israelí en Gaza.
Se convirtió en el jefe de las Brigadas de Ezzeldin Al-Qassam en los campos de refugiados en el centro de la Franja de Gaza y jugó un papel central en el desarrollo de sus sistemas militares, además era la mano derecha de Mohamed Deif. Fue incluido en la lista de vigilancia terrorista de Estados Unidos en 2019 y de la Unión Europea en 2023.
Según Israel desempeñó un papel importante en la planificación de la operación inundación de Al-Aqsa contra Israel. El 17 de marzo de 2024 medios israelíes afirmaron que Issa había muerto en un ataque aéreo de las Fuerzas de Defensa de Israel (FDI). Posteriormente, el 26 de marzo, el portavoz de las FDI confirmó oficialmente su muerte. Hamás no confirmó ni negó públicamente su muerte, hasta el 19 de enero de 2025.

## Biografía
Issa nació en 1965 en el campo de refugiados de Bureij en la Franja de Gaza, hijo de Abdul Karim Ali Issa (Abu Adnan) Su familia es originaria de Beit Jimal, cerca de Ascalón, en el actual Israel, y se vieron obligados a abandonar su localidad natal durante la Nakba en 1949. Asistió a escuelas primarias y secundarias en la Franja de Gaza.
Antes de que se fundara Hamás, era miembro de los Hermanos Musulmanes. También se convirtió en un destacado jugador de baloncesto. Se unió al movimiento Hamás inmediatamente después de su fundación y participó en la implementación de sus actividades nacionales en la Franja de Gaza. Entre 1987 y 1993, Israel lo encarceló durante cinco años durante la primera Intifada debido a sus actividades organizativas dentro de las filas de Hamás.
En 1996, participó en operaciones de represalia por el asesinato del ingeniero Yahya Ayyash junto con algunas de las figuras más importantes de Hamás como Mohamed Deif, Hasan Salama y otros. Posteriormente fue detenido por la Autoridad Nacional Palestina de 1997 a 2000, pero liberado tras el estallido de la Segunda Intifada.
Se convirtió en el jefe de las Brigadas de Ezzeldin Al-Qassam, el brazo armado de la organización islamista palestina Hamás, en los campos de refugiados del centro de la Franja de Gaza. Más tarde fue uno de los militantes más buscados por Israel, y resultó gravemente herido al sobrevivir a un intento de asesinato israelí durante una reunión en 2006 a la que también asistieron Deif y otros altos comandantes de las Brigadas Qassam. Después de la muerte de Ahmed al-Jabari en un ataque israelí en 2012, Issa fue nombrado líder adjunto de las brigadas bajo el mando de Mohammed Deif y desde entonces se desempeñó como representante de las brigadas en el Politburó de Hamás.
Rara vez aparece en público, y su apariencia no se conoció públicamente hasta 2011, cuando apareció en una fotografía durante una recepción para los prisioneros palestinos liberados gracias al intercambio de prisioneros por el militar israelí Gilad Shalit. Fue miembro del equipo de Hamás que negoció el intercambio con Ahmed Yabari, Saleh al-Arouri y Nizar Awadallah. La casa de Issa fue bombardeada en 2014 y 2021.
Como mano derecha y segundo al mando de Deif, Issa jugó un papel importante en la Operación Inundación de Al-Aqsa. Durante la posterior guerra, fue uno de los tres militantes de Hamás más buscados por Israel, junto con el líder de Hamás en Gaza, Yahya Sinwar y el propio Deif, los tres formaron un consejo militar secreto en la cima del aparato militar de Hamás. Issa reemplazaría a Sinwar o Deif en el caso de que alguno de ellos fuera asesinado.
Estados Unidos lo designó como terrorista el 10 de septiembre de 2019 y la Unión Europea hizo lo mismo el 8 de diciembre de 2023, en este último caso por su implicación en los ataques del 7 de octubre contra Israel.

### Muerte
El domingo 10 de marzo de 2024, las Fuerzas de Defensa de Israel llevaron a cabo una serie de ataques aéreos contra el campamento de refugiados de Nuseirat, en el centro de la Franja de Gaza, donde Israel creía que se escondía Issa. En los ataques se registraron heridos y muertos palestinos pero se desconocía si entre las víctimas se encontraba Issa. El 11 de marzo, Israel reconoció que había atacado una instalación subterránea en Nuseirat, en el centro de Gaza, que según dijeron utilizaba Issa, transmitieron imágenes del ataque y señalaron que los resultados aún se estaban analizando. Por su parte Hamás, que no ha revelado mucho sobre sus altos líderes militares durante la guerra, no respondió a las afirmaciones de Israel.
El viernes 15 de marzo, funcionarios de seguridad israelíes dijeron en la reunión del gabinete de seguridad, que había numerosas «señales de éxito» del ataque aéreo, pero el ejército advirtió que el asunto aún no se había verificado completamente. El domingo 17 de marzo el programa Kan News de la televisión israelí afirmó, citando fuentes palestinas anónimas, que Issa murió en el ataque de las FDI en Nuseirat y que su cuerpo todavía estaba enterrado bajo los escombros. Sin embargo, ni el ejército israelí ni Hamás confirmaron oficialmente su muerte. El jefe del Estado Mayor del Ejército de Israel, Herzi Halevi, dijo el domingo que Hamás estaba tratando de ocultar el destino de Issa.
El 18 de marzo de 2024, el asesor de seguridad nacional de la Casa Blanca, Jake Sullivan, afirmó que Issa «murió en una operación israelí la semana pasada». Sullivan es el primer funcionario gubernamental fuera de Israel que confirma los informes de que Israel mató a Marwan Issa. El 26 de marzo, el portavoz de las FDI, Daniel Hagari, confirmó oficialmente la muerte de Marwan Issa. Según afirmó en el ataque también murió Ghazi Abu Tama’a un alto comandante de Hamás.
En un principio, Hamás no confirmó ni negó públicamente su muerte, hasta el 19 de enero de 2025, cuando Osama Hamdan, alto cargo del brazo político de Hamás, incluyó el nombre de Issa en una lista de altos cargos del grupo fallecidos en ataques israelíes, en una entrevista que concedió a la cadena de televisión libanesa Al-Manar.

## Familia
Su hijo mayor, Baraa, murió en 2009 después de que Egipto le negara la entrada desde la Franja de Gaza para recibir tratamiento médico. Otro de sus hijos, Muhammad, murió el 28 de diciembre de 2023 en un ataque aéreo de las Fuerzas de Defensa de Israel (FDI) en Gaza durante la guerra con Hamás.